# Rock of the Westies
Rock of the Westies es el décimo álbum de estudio de Elton John, editado en 1975.
El título del disco es un juego de palabras creado por Elton, invirtiendo la frase "West of the Rockies" (al oeste de las Montañas Rocosas), usada en EE. UU. para referirse al oeste del país.
Al igual que Captain Fantastic and the Brown Dirt Cowboy este álbum debutó en el Nº 1 del Billboard 200, aunque en su país (Reino Unido) solo llegó al puesto Nº 5.
El crítico Robert Christgau lo ubicó en el 7º puesto en su lista de los mejores álbumes de 1975.
El disco incluía el hit single "Island Girl", editado como adelanto, el cual alcanzó el 1º puesto en EE. UU. Rock of the Westies fue certificado oro en octubre de 1975, y platino en marzo de 1993 por la RIAA.

## Historia
Rock of the Westies contenía el sencillo número 1 en EE. UU. (Nº 14 en el Reino Unido), "Island Girl", que se lanzó antes del álbum. John señaló en ese momento en una entrevista de radio que quería lanzar "Dan Dare (Pilot of the Future)" como el primer sencillo del álbum en lugar de "Island Girl", porque pensó que tenía más atractivo comercial. Fue anulado y "Dan Dare" nunca se lanzó como sencillo, mientras que "Island Girl" se convirtió en un éxito.
La composición de la banda de John era diferente en Rock of the Westies, sin su antiguo baterista Nigel Olsson y el bajista Dee Murray, a quienes John despidió en abril de 1975. En su lugar se agregó el baterista de Hookfoot, Roger Pope, un viejo amigo que había tocado en Empty Sky, Tumbleweed Connection y Madman Across the Water, y el bajista estadounidense Kenny Passarelli, quien previamente había tocado con Stephen Stills y fue miembro original de la banda Barnstorm de Joe Walsh. Pope también había tocado en la banda de gira de Kiki Dee. James Newton Howard, nominado al Grammy, al Emmy y al Premio de la Academia, en ese momento prácticamente desconocido, también fue contratado como teclista, lo que le dio su primera publicidad importante. También se incluyó a otro miembro de Hookfoot, Caleb Quaye en guitarra y voz, otro viejo amigo de sus primeros días de sesión de DJM. Al igual que Pope, Quaye también había tocado en Empty Sky, Tumbleweed Connection y el lanzamiento homónimo intermedio de John. Retenidos de la formación anterior estaban Davey Johnstone y Ray Cooper.
Kiki Dee (para quien se escribió originalmente la canción) ya había grabado una versión más lenta y menos acelerada de "Hard Luck Story" y la había lanzado como sencillo un año antes de su grabación para Rock of the Westies. Junto con "Don't Go Breaking My Heart", se atribuye a Ann Orson/Carte Blanche (An 'orse an' cart / 'carte blanche'), un apodo de juego de palabras que John ideó al componer una canción (música y letra) en su propio. El nombre Ann Orson también se usa como el nombre de un corista. Labelle interpretó coros en la pista de apertura, "Medley: Yell Help/Wednesday Night/Ugly".
La canción "Street Kids" apareció en el videojuego Grand Theft Auto IV de 2008.

## Lista de canciones
| Lado A |                                                      |          |  |
| N.º    | Título                                               | Duración |  |
| 1.     | «"Medley: Yell Help / Wednesday Night / Ugly"»       | 6:15     |  |
| 2.     | «"Dan Dare (Pilot of the Future)"»                   | 3:29     |  |
| 3.     | «"Island Girl"»                                      | 3:42     |  |
| 4.     | «"Grow Some Funk of Your Own"»                       | 4:47     |  |
| 5.     | «"I Feel Like a Bullet (In the Gun of Robert Ford)"» | 5:27     |  |

| Lado B |                                    |          |  |
| N.º    | Título                             | Duración |  |
| 1.     | «"Street Kids"»                    | 6:25     |  |
| 2.     | «Hard Luck Story"»                 | 5:16     |  |
| 3.     | «"Feed Me"»                        | 4:00     |  |
| 4.     | «"Billy Bones and the White Bird"» | 4:25     |  |
| 43:39  |                                    |          |  |

| Bonus tracks (reedición de Mercury Records de 1995) |                                           |          |  |
| N.º                                                 | Título                                    | Duración |  |
| 1.                                                  | «"Don't Go Breaking My Heart" (Kiki Dee)» | 4:30     |  |
| 49:00                                               |                                           |          |  |

| Bonus tracks (reedición de Rocket Records de 1996) |                                   |          |  |
| N.º                                                | Título                            | Duración |  |
| 1.                                                 | «"Planes"»                        | 4:31     |  |
| 2.                                                 | «"Sugar on the Floor" (Kiki Dee)» | 4:31     |  |
| 52:41                                              |                                   |          |  |

## Posicionamiento en listas

### Posicionamiento semanal
| País           | Posición |
| -------------- | -------- |
| Australia      | 4        |
| Canadá         | 1        |
| Dinamarca      | 3        |
| Finlandia      | 25       |
| Francia        | 5        |
| Japón          | 47       |
| Nueva Zelanda  | 4        |
| Noruega        | 6        |
| España         | 8        |
| Suecia         | 6        |
| Reino Unido    | 5        |
| Estados Unidos | 1        |
| Alemania       | 33       |

### Posicionamiento anual
| País           | Posición (1975) | Posición (1976) |
| -------------- | --------------- | --------------- |
| Australia      | 37              | 52              |
| Canadá         | 11              | 31              |
| Francia        | 81              |                 |
| Estados Unidos |                 | 37              |

## Certificaciones
| Región                                    | Certificado | Unidades/ventas |
| ----------------------------------------- | ----------- | --------------- |
| Music Canada                              | Platino     | 100.000         |
| British Phonographic Industry             | Oro         | 100.000         |
| Recording Industry Association of America | Platino     | 1.000.000       |